# Viens voir
Viens voir est une émission de télévision jeunesse québécoise diffusée les samedis à 12 h 30 du 3 décembre 1966 au 27 mai 1967 à la Télévision de Radio-Canada.

## Synopsis
L'abbé Ambroise Lafortune raconte ses voyages.